# Liste der Ständigen Vertreter der Türkei bei der OSZE
Die Mission der türkischen Regierung bei der Konferenz über Sicherheit und Zusammenarbeit in Europa befindet sich in Wien.
| Ernennung / kkreditierung | Ständiger Vertreter | Bemerkung | Ministerpräsident    | Posten verlassen |
| ------------------------- | ------------------- | --- | -------------------- | ---------------- |
| 1989                      | Ali Hikmet Alp      | 26. Feb. 1980 – 16. Nov. 1983: Botschafter in Neu-Delhi                                                         | Yıldırım Akbulut     | 1996             |
| 1996                      | Yalım Eralp         | (* 21. Juni 1939 in Istanbul)                                                                                   | Necmettin Erbakan    | 2000             |
| 2000                      | Ömür Orhun          | [ 1 ] | Bülent Ecevit        | 2004             |
| 2004                      | Yusuf Buluç         | [ 2 ] | Recep Tayyip Erdoğan | 2009             |
| 2009                      | Naci Sarıbaş        | (* 1949 in Ankara) 2011–2013: Botschafter in Seoul                                                              | Recep Tayyip Erdoğan | 16. Juni 2011    |
| 5. Sep. 2011              | Tacan İldem         | (* 1956 in Ankara) Januar 2003–Dezember 2006: Ständiger Vertreter der türkischen Regierung beim Nordatlantikrat | Recep Tayyip Erdoğan |                  |
| 1. Nov. 2016              | Rauf Engin Soysal   | (* 8. Oktober 1960 in Istanbul) 2007 – 2009: Botschafter der Türkei in Pakistan                                 | Recep Tayyip Erdoğan |                  |

Quelle: